# M1888 Комисијска пушка
Gewehr 88 је била немачка пушка репетирка коју је немачка царска армија увела у наоружање 1888. године. Пушка М1888 је позната по називу „комисијска пушка” јер су њен дизајн и конструкција била поверена војној комисији која је ову пушку направила комбинацијом магацина пушке Манлихер М1888 и увођењем новог обртно чепног затварача. Комисијска пушка је првобитно користила метак M/88.
Поред Немачке, ову пушку је у наоружање увела и Кинеска царевина која је производила своју верзију познату као „Hanyang 88”.
Од 1905. пушке М1888 у немачкој армији су преправљене како би користиле нови метак шиљатог врха 8x57IS.